# Черников (Волынская область)
Черников (укр. Чорників) — село в Устилугской городской общине Владимирского района Волынской области Украины.
Население по переписи 2001 года составляет 203 человека. Почтовый индекс — 44732. Телефонный код — 3342. Занимает площадь 0,8 км².